# Parco del Valentino

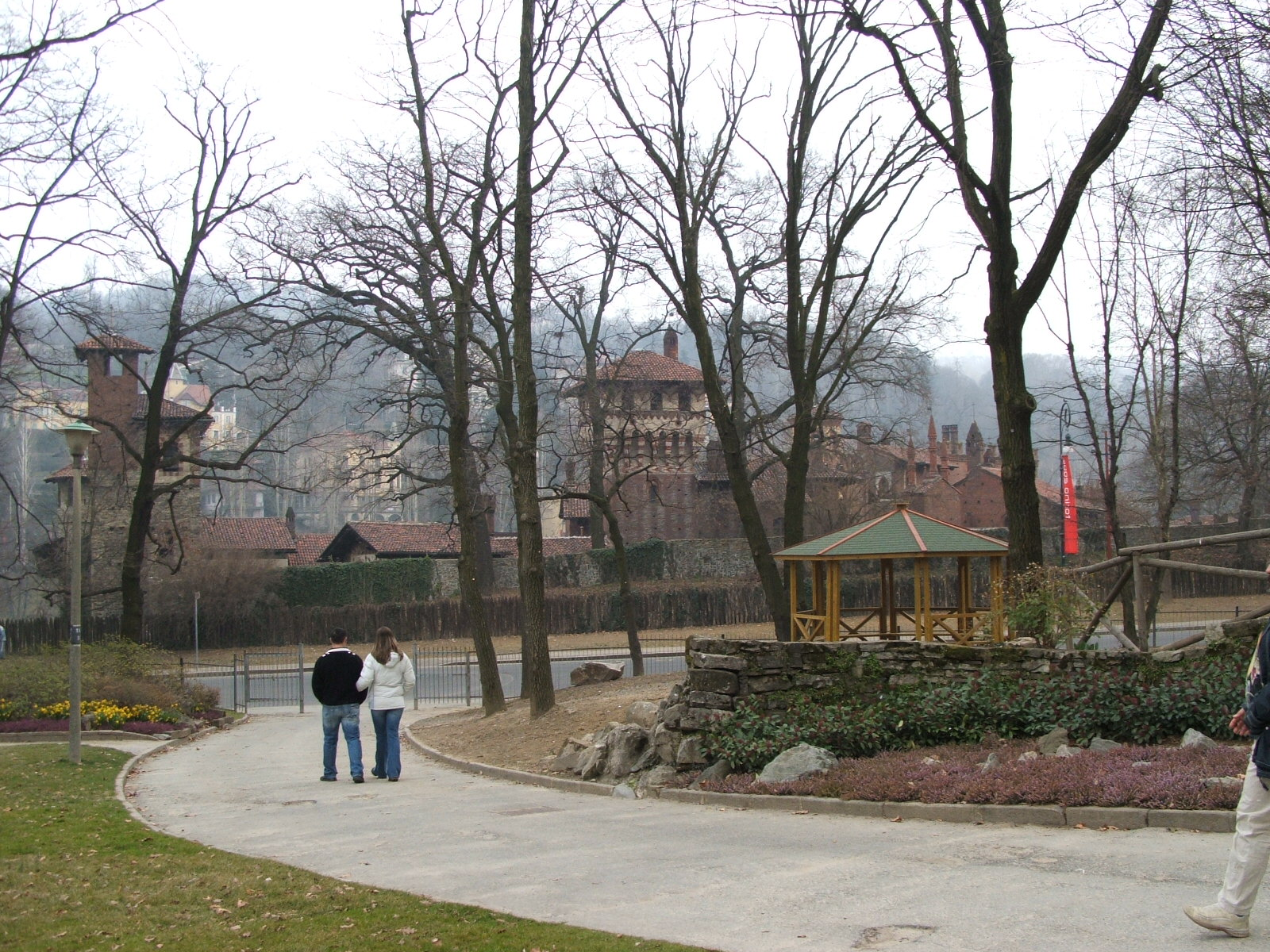
Parco del Valentino

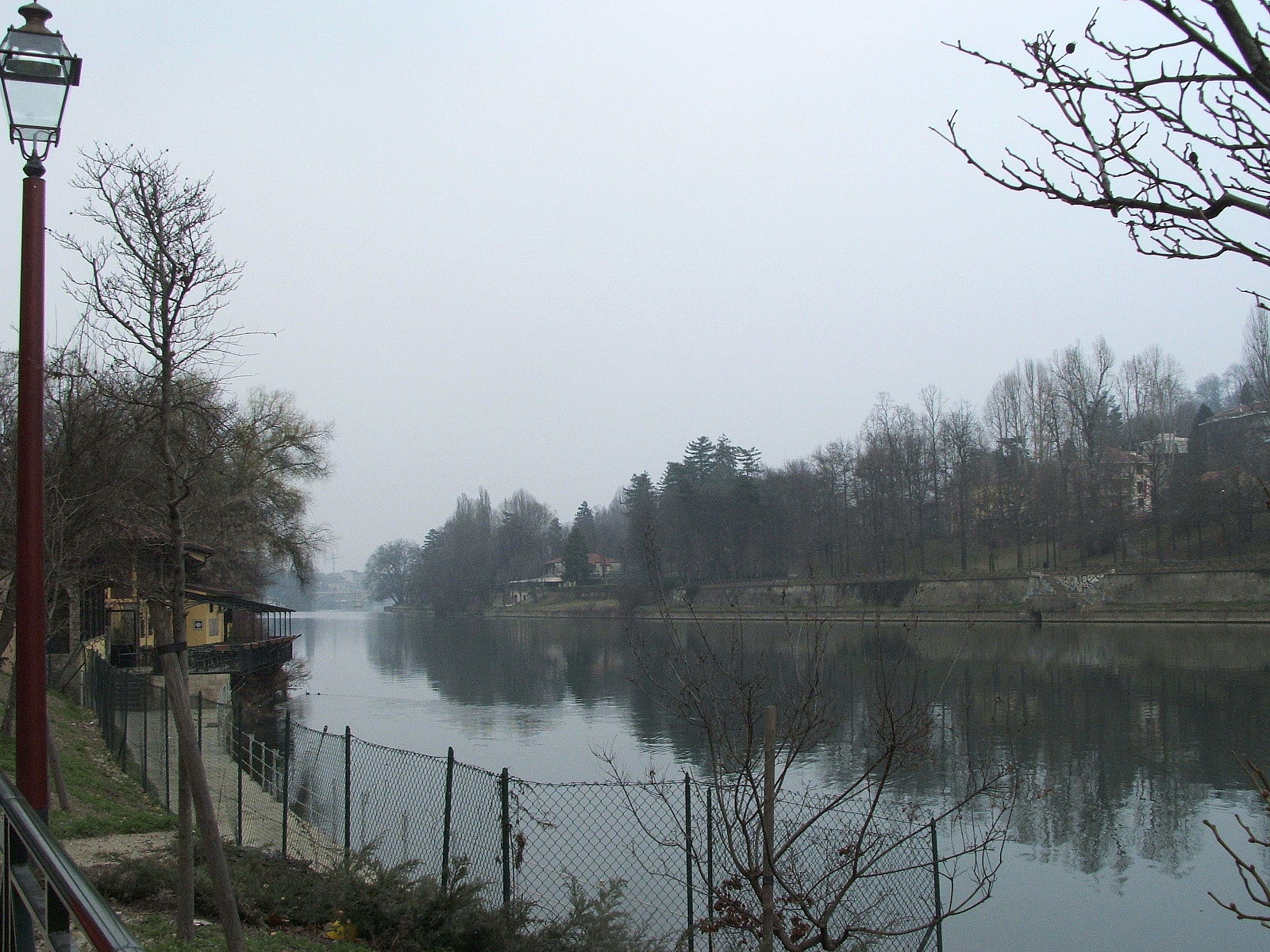
Park leży tuż nad Padem

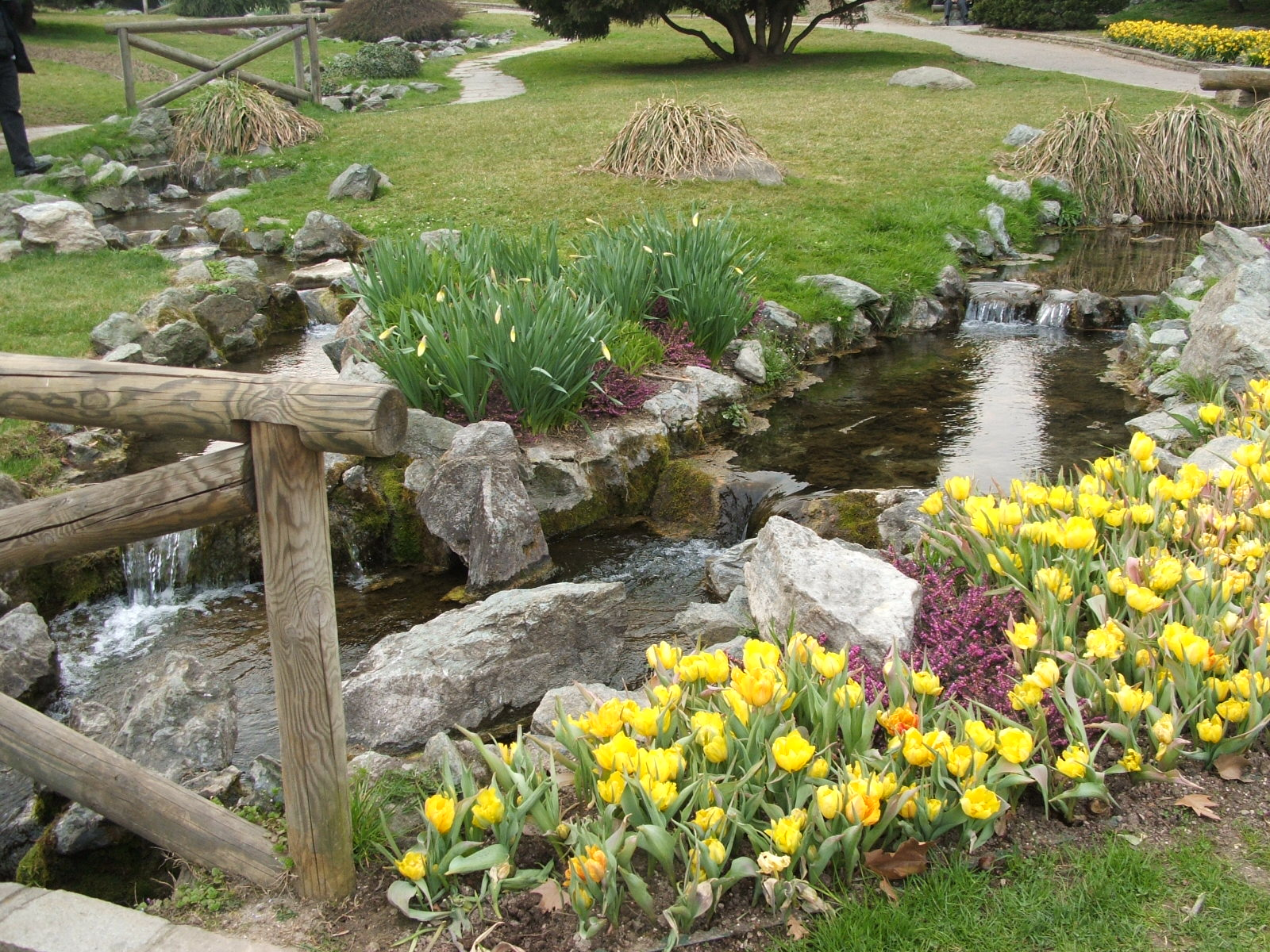
Jedna ze strużek na terenie parku

Parco del Valentino – publiczny park położony na południowo-wschodnich obrzeżach śródmieścia Turynu. Granice parku wyznacza od północy Corso Vittorio Emanuele II, od wschodu Pad, od zachodu Corso Massimo D'Azeglio, a od południa hala Torino Esposizioni. Naturalną kontynuacją parku są tereny rekreacyjne ciągnące się na południe wzdłuż Padu i Corso Unità d’Italia aż do terenów wystawowych Italia '61. Sam Parco del Valentino ma powierzchnię 421 000 m².

## Historia
Parco del Valentino to jeden z najbardziej znanych parków stolicy Piemontu. Park uznawany jest za jeden z symboli miasta, podobnie jak górująca nad Turynem Mole Antonelliana. Geneza nazwy parku nie jest do końca jasna. Jedna z koncepcji mówi, iż jest ona pochodzenia rzymskiego. Inna natomiast, że w czasach starożytnych stała tutaj kaplica poświęcona świętemu Walentemu.
Pierwotny trzon parku stanowi Castello del Valentino, zamek znajdujący się obecnie w centrum parku, który zaczerpnął od niego swą nazwę. Prace nad parkiem rozpoczęły się w XVI wieku. W dziewiętnastym stuleciu przebudowano park według projektu krajobrazu romantycznego.
W 1884 roku utworzono w tym miejscu tzw. średniowieczną wieś. Znajduje się tutaj przegląd charakterów i stylów architektonicznych Piemontu oraz Doliny Aosty. Organizowane są również dość regularnie wystawy kwiatów. Jedna z nich odbywała się podczas trwania obchodów Italia '61. W pozostałej części znajdują się rozległe rabaty kwiatowe, skalniaki, wodospady oraz małe cieki wodne. Od 1898 działa tzw. fontanna szczepów „Dwanaście miesięcy”. Jest to duży basen w stylu rokoko otoczony posągami reprezentującymi poszczególne miesiące.
Na południu Parco del Valentino znajduje się niewielki zameczek Borgo e Rocca Medioevale oraz hala Torino Esposizioni. W pobliżu tych obiektów ulokowano – wzdłuż parkowych uliczek – parkingi dla zmotoryzowanych. W sąsiedztwie zameczku znajduje się przystanek tramwaju wodnego pływającego po Padzie.
W ostatnim czasie park został odnowiony i stał się popularny wśród miłośników joggingu i jazdy na rowerze. W 1997 na terenie parku odbył się mistrzostwa świata w biegach przełajowych.